# La Plus Haute Cible
La Plus Haute Cible (First Shot) est un téléfilm canadien réalisé par Armand Mastroianni et diffusé en 2002 à la télévision.
C'est le troisième volet après Garde rapprochée (First Daughter) sorti en 1999 et Un président en ligne de mire (First target) sorti en 2000, tous deux également réalisés par Armand Mastroianni. À noter que Mariel Hemingway reprend le rôle laissé à Darryl Hannah dans le deuxième opus.

## Fiche technique
- Scénario : Carey Hayes et Chad Hayes
- Durée : 116 min
- Pays :  États-Unis,  Canada

## Distribution
- Mariel Hemingway : Alex McGregor
- Doug Savant : Grant Coleman
- Jenna Leigh Green : Jess Hayes
- Wanda Cannon : Kathryn Yarnell
- Sebastian Spence : Owen Taylor
- Steve Makaj : Judd Walters, FBI
- Andrew Johnston : Brett McIntosh
- Michelle Harrison : Courtney Robinson
- Dean Wray : Adam Carter
- Christian Bocher : Rick Knight
- Gregory Harrison : President Jonathan Hayes
- David Haysom : Leo Dade
- Ken Tremblett : Dr. Morrissey
- Linden Banks : Dr. Lawrence
- Mar Andersons : Charles Burch
- Jill Teed : Michele
- Samantha Reimer : Hanna
- Sarah Ezer : Molly
- Jason Nash : Tom
- Mike Dopud : Kingsley
- Robert Gauvin : White
- Claire Riley : TV Reporter
- Gerry Nairn : TV Commentator
- Kelly Dean Sereda : Male Officer
- Lindsay Clague : Female Officer
- Keath Thorne : MP Guard